# Zoran Lilić

Zoran Lilic, 1995

Zoran Lilić (Servisch: Зоран Лилић) (Brza Palanka, Servië, 27 augustus 1953) was een Servisch politicus van de Socialistische Partij van Servië. Hij was president van Joegoslavië van 23 juni 1993 tot 23 juli 1997; zijn voorganger was Dobrica Ćosić en hij werd opgevolgd door Slobodan Milošević. In 1993 was hij voorzitter van het Servische parlement. 